# فرودگاه شهری هالیبورتنستانهوپ
فرودگاه شهری هالیبورتنستانهوپ (به انگلیسی: Haliburton/Stanhope Municipal Airport) یک فرودگاه همگانی است که یک باند فرود آسفالت دارد و طول باند آن ۷۶۲ متر است. این فرودگاه در کشور کانادا قرار دارد و در ارتفاع ۳۲۵ متری از سطح دریا واقع شده‌است.